# 李嘉玉
李嘉玉（1923年7月21日—1993年4月24日）原名李治和，陕西省清涧县人，中国共产党及中华人民共和国官员。

## 生平
1923年7月21日，李嘉玉生于清涧县石嘴驿镇西沟村（李家西沟）一个农民家庭，乳名“满长”。父亲李向均后来曾当选为陕西省人民代表大会代表。李嘉玉兄弟3人，李嘉玉排行第一。李嘉玉幼年曾上农村小学，并放过羊、卖过饭。1942年考进绥德师范学校，任学生会主席。1942年6月加入中国共产党。1944年毕业后，被分配到绥德专署民政科工作，历任子洲县石窑沟区（今属榆林市横山区）乡指导员、横山县波罗区宣传科长、镇川县（今属榆林市）武家坡区（今属榆林市横山区）副区长。1946年6月，奉命到国统区波罗堡，参与策划国民革命军胡景铎部武装起义。1947年9月，参加中国人民解放军，历任新4旅771团营政工干事，17师49团连指导员、营副教导员。
1949年10月，李嘉玉乘坐苏联军机抵达新疆。1950年春，转业到地方。1949年12月，任中共乾德县（1954年改为米泉县）委书记后，发动当地群众废除保甲制，成立人民政府，培养并提拔大批干部（其中少数民族干部占54％以上）在县区乡村各级政权任职。
1954年后，李嘉玉任中共乌鲁木齐地委组织部部长、副书记。1958年，调任中共吐鲁番中心县委书记。为缓解粮食紧缺状况，李嘉玉领导吐鲁番县、鄯善县、托克逊县大面积种植白高粱。1962年，李嘉玉参加扩大的中央工作会议（即七千人大会）后，组织吐鲁番县、鄯善县、托克逊县农技干部用两个冬季在吐鲁番县学习交流，编写《吐鲁番盆地生产技术经验》一书，由李嘉玉作序，用维吾尔文、汉文出版，发给生产队长以上干部每人一册，并且派农技员辅导。1964年，李嘉玉主持召开中共吐鲁番中心县委扩大会议，让吐鲁番县、鄯善县、托克逊县农技干部授课、汇报科学试验情况，并要求各级领导干部带头耕种试验田。1965年冬，选拔农业科技人员出任各人民公社技术副社长，这在整个新疆维吾尔自治区是首创。为解决开荒面临的缺水问题，李嘉玉组织开挖坎儿井，并率领勘测人员三进天山选择水源及引水路线，组织六、七千民工修建天山引水渠。1958年至1965年，吐鲁番县陆续建成天山引水干渠4条，泉水干渠8条，支干渠9条，支渠111条，全长达到722.3公里。李嘉玉还率领当地群众坚持植树，使当地成为西北五省区防风治沙模范，李嘉玉因此被誉为“吐番鲁的焦裕禄”。
文革期间，造反派多次揪斗李嘉玉，维吾尔族农民们得知以后，将李嘉玉接到农村保护起来，从一个村转到另一个村，从一户转到另一户，保护李嘉玉达8个月。1971年重新工作之后，1971年3月李嘉玉任中共乌鲁木齐县委副书记（任至1973年1月），任内先后主抓水利、农机、农技、“菜篮子工程”。1973年7月，中共乌鲁木齐市委副书记李嘉玉多次到附属于乌鲁木齐市的吐鲁番县探望逆境中的小麦育种专家陶述先；后来李嘉玉冒着政治风险将陶述先树为乌鲁木齐市科技战线标兵。1974年，哈密地区社会局势动荡、经济困难，李嘉玉临危受命出任中共哈密地委书记。当时干部口粮80％为玉米面，李嘉玉和干部们一起用大灶吃饭，不开任何小灶。李嘉玉率领中共哈密地委很快稳定了局势，随后大抓生产，兴建了整个新疆维吾尔自治区首座山区水库。1976年春，李嘉玉决定让哈密县农村科研成果丰富的维吾尔族第一代林技员乌买尔江参加全国科技情报会议，当时有人以乌买尔江“不突出政治”为由来反对李嘉玉的决定，但李嘉玉未改变决定。1978年3月，李嘉玉出席全国科学大会，被誉为“科学工作者的知音”。
1977年起，李嘉玉历任中共新疆维吾尔自治区党委常委（兼农牧委主任）、副书记、书记，分管农村工作。李嘉玉每年用三分之一时间下乡开展调查研究，对南疆地区贫困问题的产生原因及对策提出建议，这些建议多数被中共新疆维吾尔自治区党委采纳。李嘉玉还处理了生产责任制中的问题，调动了农民的生产积极性。1979年，李嘉玉到美国考察农牧业。1982年，出席中共十二大。1985年12月起，担任新疆维吾尔自治区人大常委会常务副主任、党组副书记。
1993年4月24日，李嘉玉因胃癌在乌鲁木齐市病逝，许多人自数百里外赶来向李嘉玉告别。1995年，新疆人民出版社出版《公仆·知音·楷模——怀念李嘉玉》一书，收入李嘉玉遗作22篇，以及其他人写的回忆文章。